# 烏赫羅伊迪

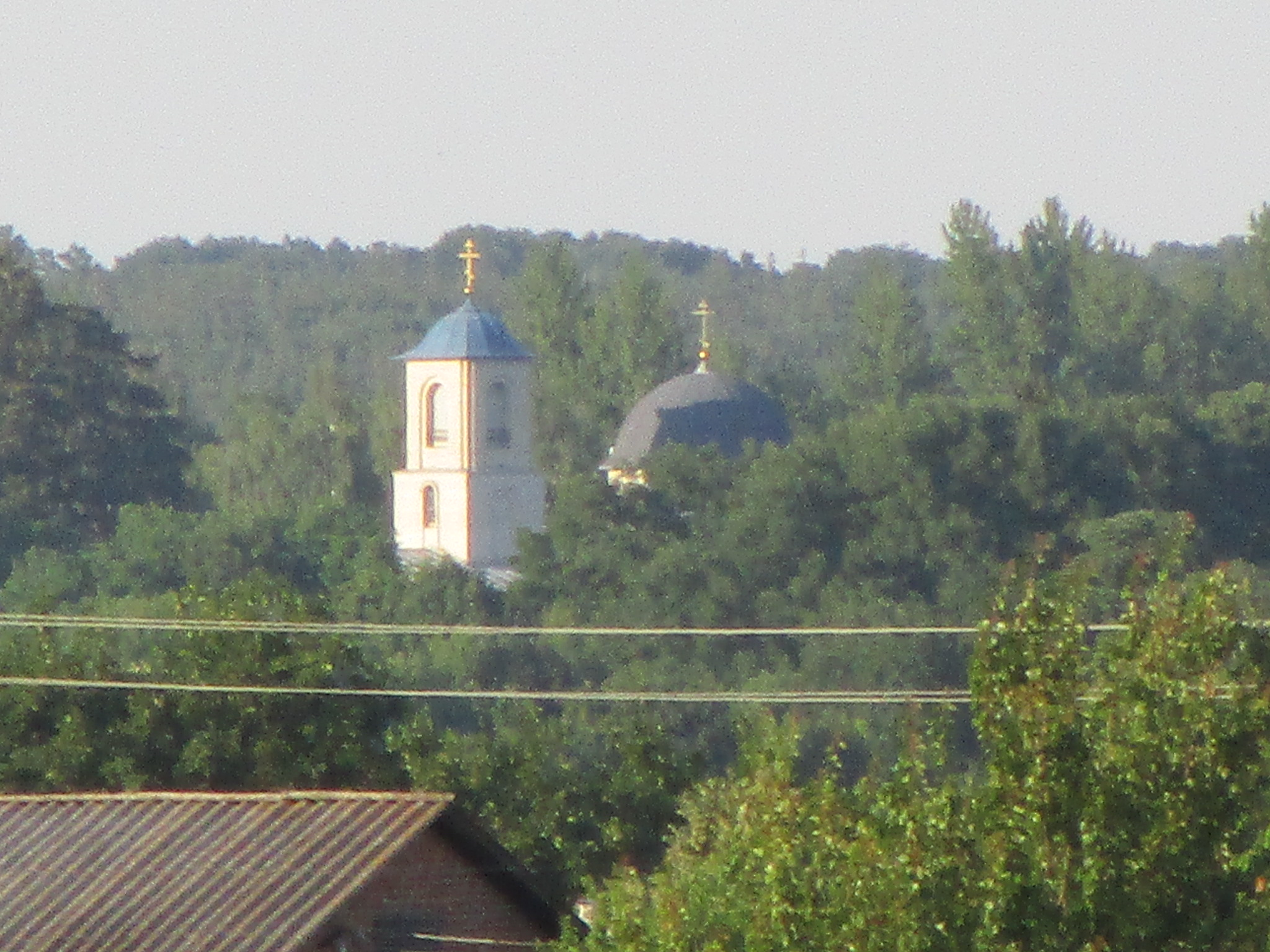
教堂

乌赫罗伊迪（烏克蘭語：Угроїди），又按俄语名译为乌格罗耶德，是烏克蘭東北部蘇梅州蘇梅區克拉斯诺皮利亚市镇内的市級鎮。分別距離奧基普0.5公里和瑙米夫卡1公里，處於雷比察河畔，始建於1652年，海拔高度186米，2022年人口1,837。